# Fabian Stang
Richard Fabian Stang (Oslo, 19 de agosto de 1955) es un político noruego del Partido Conservador de Noruega y antiguo alcalde de la ciudad de Oslo, entre 2007 y 2015.

## Biografía
Stang es abogado e hijo de la actriz Wenche Foss.
Fue elegido alcalde de Oslo en 2007 y reelegido en 2011 y fue el 66.º alcalde de la ciudad.